# 郭大誠
郭大誠，本名郭順祥，臺灣臺北人，為知名歌手、音樂人、作詞家，代表作有《糊塗總舖師》、《流浪拳頭師》、《青蚵仔嫂》、《你我心綿綿》、《墓仔埔也敢去》、《內山兄哥》、《內山姑娘要出嫁》、《乎我醉》等。
葉啟田曾特意由嘉義故鄉北上拜郭為師，郭引薦葉啟田進入金星唱片公司，並盡力為葉啟田製作歌曲，成為歌壇巨星。